# Traktor-Sazi Tabriz
Traktor (perz. تراکتور) je iranski nogometni klub iz grada Tabriza u Istočnom Azarbajdžanu. Osnovan je 1970. godine i pokrovitelj mu je tvornica traktora.
Glavno igralište kluba je Stadion Yadegar-e Emam koji prima 70.000 gledatelja, a povremeno se koristi i Stadionom Tahti kapaciteta 20.000 gledatelja.
Sudjeluje u iranskoj prvoj nogometnoj lizi, a najveći uspjeh mu je 1. mjesto ostvareno u sezoni 2024./25. pod vodstvom Dragana Skočića.

## Vanjske poveznice
- (perz.)(engl.) Službene klupske stranice
- (engl.) Statistike iranske profesionalne lige